# Ulrike Behrmann von Zerboni
Ulrike Behrmann von Zerboni (* 29. August 1940 in Las Palmas als Ulrike Germer von Zerboni) ist eine deutsche Schauspielerin, Schauspiellehrerin, Regisseurin und Psychodramaleiterin.

## Leben
Ulrike von Zerboni ist die Tochter der Schauspielerin Ruth von Zerboni aus deren Ehe mit dem Arzt Wolf Dietrich Germer; ihre Halbbrüder sind der Schauspieler Christian Doermer und der Arzt Christoph Germer. Als 16-Jährige wurde sie 1956 in der Hauptrolle des DEFA-Kinofilms Sonnensucher besetzt und kam für die Dreharbeiten aus Bayern ins sächsische Aue. Der 1958 fertiggestellte Film unter der Regie von Konrad Wolf wurde in der DDR zunächst verboten und konnte erst 1972 aufgeführt werden. Nach den Dreharbeiten hatte sie Engagements an den Münchner Kammerspielen (1958–1959), am Düsseldorfer Schauspielhaus (1959–1961), an den Städtischen Bühnen Nürnberg (1962–1963), an den Deutschen Kammerspielen Santiago de Chile (1963–1964), am Deutschen Theater Göttingen (1964–1966) und an den Städtischen Bühnen Frankfurt am Main (1966–1968). Danach arbeitete sie als freie Schauspielerin.
Von 1991 bis 2011 leitete sie die von ihrer Mutter 1947 gegründete private Schauspielschule Zerboni in Grünwald bei München. Dort unterrichtete sie Rollenstudium und Improvisation und inszenierte zahlreiche Theateraufführungen.
Nach 2011 leitete sie mehrere interkulturelle Theaterprojekte, die an verschiedenen Aufführungsorten gezeigt wurden. Daneben war sie als Psychodramaleiterin tätig.
Von 1958 bis 1961 war sie verheiratet mit Werner Bokelberg, von 1968 bis zu seinem Tod 2016 mit Jörn Christian Behrmann, mit dem sie zwei Söhne hat.

## Filmografie
- 1958: Sonnensucher – Regie: Konrad Wolf
- 1961: Der Streikbrecher – Regie: Peter Beauvais
- 1969: Van Gogh (TV) – Regie: Thomas Fantl
- 1969: Schußfahrt (Downhill Racer) – Regie: Michael Ritchie
- 1971: Auf neutralem Boden (TV) – Regie: Georg Wildhagen
- 1992: Die zweite Heimat – Chronik einer Jugend (TV) – Regie: Edgar Reitz
- 2017: Zeitzeugengespräch: Ulrike Behrmann von Zerboni (Dokumentarfilm). – Regie: Ferdinand Teubner, Katrin Teubner[6]